# لفظ أثيل
الأثيل من الألفاظ هو الأصيل الموروث بخلاف الدخيل المكتسب.

## ألفاظ مختلف في أصالتها
- اختلف في تأثيل لفظ الكاهن، فقيل أنه عربي أثيل مشتق من كهن أي «حدث بأمور الغيب» وقيل أرامي دخيل مأخوذ من كهن (כֹּהֵן) بمعنى القس.[1]